# Ішкулово
Ішку́лово (рос. Ишкулово, башк. Ишҡол) — село у складі Абзеліловського району Башкортостану, Росія. Адміністративний центр Равіловської сільської ради.
Населення — 1257 осіб (2010; 1080 в 2002).
Національний склад:
- башкири — 99%

## Видатні уродженці
- Кутуєва Гульназ Міратівна — башкирська поетеса, філолог, журналіст.